# Trinquet del Genovés
El Trinquet del Genovés és el trinquet al poble del Genovés, annex al Museu de la Pilota. Ha passat a la història d'aquest esport no només per ser bressol de nombrosos pilotaris (les nissagues dels Genovés, Sarasol, Pigat, etc.), sinó que a més ha sigut innovadora en les retransmissions televisives mercés a unes radicals reformes.
El trinquet del Genovés és dels més curts, amb només 52,2m de llargària, per 9,5 d'amplària. Les mides van vore's reduïdes en 2m arran de la remodelació feta el 2008, quan es substituïren les parets dels frontons per cristalls blindats per deixar-hi al darrere espai per a les càmeres de televisió. És un trinquet cobert, amb galeries al dau (on hi ha un marcador electrònic), al rest i a sobre la muralla de l'escala. Així mateix, la llotgeta de dalt és més pronunciada que la llotgeta de baix, però prou més elevada, de manera que no dificulta la caiguda d'escala.Té capacitat per a 1.000 espectadors, repartits entre l'escala, les llotgetes de dalt i de baix, i les galeries del dau, del rest i de la muralla del dau, que fita amb el Museu del Genovés.
El 4 de juliol de 2008, Punt 2 hi va retransmetre la primera partida en directe després de la remodelació, corresponent a la segona final de la Copa Diputació, que presentava com a novetat una sèrie de reformes que cercaven millorar la visibilitat de les jugades per televisió, així com passar de les 4 càmeres habituals a 9, algunes d'elles en noves localitzacions. Per un cost de vora 120.000€ aquesta remodelació inclogué: nova pintura, blava, a les parets, substitució de les parets als frontons i l'escala del trinquet per cristalls blindats, per a col·locar al darrere càmeres que ofereixen nous angles i nova il·luminació per a igualar la llum arreu i contrastar millor les parets i la pilota.
Les parets blaves, però, causaren que la visibilitat fóra pitjor en les hores del dia, de manera que calia emprar llum artificial tothora. Així mateix, tant de focus augmenta la temperatura al trinquet fins als 39 °C. Amb el tancament d'RTVV, les parets tornaren a ser blanques.